# Zieria cytisoides
Zieria cytisoides är en vinruteväxtart som beskrevs av James Edward Smith. Zieria cytisoides ingår i släktet Zieria och familjen vinruteväxter. Inga underarter finns listade i Catalogue of Life.